# Breuil-la-Réorte
Breuil-la-Réorte – miejscowość i gmina we Francji, w regionie Nowa Akwitania, w departamencie Charente-Maritime.
Według danych na rok 1990 gminę zamieszkiwało 329 osób, a gęstość zaludnienia wynosiła 20 osób/km² (wśród 1467 gmin regionu Poitou-Charentes Breuil-la-Réorte plasuje się na 689. miejscu pod względem liczby ludności, natomiast pod względem powierzchni na miejscu 518.).